# Vic Rodriguez (giocatore di baseball)
Victor Manuel Rodriguez Rivera (New York, 14 luglio 1961) è un ex giocatore di baseball e allenatore di baseball statunitense, attuale pitching coach dei San Diego Padres (MLB)..
Da giocatore in MLB ha giocato per i Baltimore Orioles nel 1984 e per i Minnesota Twins nel 1989, totalizzando 17 presenze totali. Dopo aver passato 11 anni come assistant hitting coach per i Boston Red Sox (2013-2017) e per i Cleveland Guardians (2018-2023), Rodriguez è passato ai Padres come hitting coach.